# Nicolaas Hartsoeker
Nicolaas Hartsoeker (26 de março de 1656, Gouda, na Holanda do Sul - 10 de dezembro de 1725, Utrecht) foi um matemático e físico neerlandês que inventou o microscópio simples 'parafuso-barril', aproximadamente em 1694.

## Biografia
Ele era o filho de Anna van der Meij e Christiaan Hartsoeker (1626-1683), um ministro remonstrante em Moordrecht, próximo a Gouda. Seu pai levou a família para Alkmaar em 1661, e finalmente para Roterdã em 1669. Nicolaas começou a trabalhar como fabricante de lentes em Roterdã, e foi instruído em óptica por Anton van Leeuwenhoek. Em 1674, ele e um colega estudante, assistido por Van Leeuwenhoek, foram os primeiros a observar o sémen; uma situação que mais tarde levaria a uma disputa de prioridade entre Hartsoeker e Leeuwenhoek sobre a descoberta dos espermatozoides.

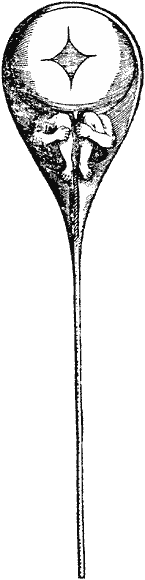
Homunculus por Hartsoeker em Essai de dioptrique (publicado em 1694, em Paris, página 230).

Em 1677, Hartsoeker conheceu Christiaan Huygens e o iniciou na fabricação de lentes. Em junho de 1678, Hartsoeker acompanhou, no papel de assistente, Huygens em uma viagem à Paris, onde eles tiveram uma boa reputação com seus microscópios. Huygens não mencionou Hartsoeker sequer uma vez em uma publicação posterior na França, levando a uma briga entre os dois.
Hartsoeker retornou à Roterdã, onde seus parentes ainda viviam e onde se casou com Elisabeth Vettekeucken, em outubro de 1680. Seu emprego como fabricante de instrumentos e comerciante de vinhos não rendeu bons resultados e, após a morte de seu pai, em agosto de 1683, ele se mudou com sua família para Paris, em 1684, onde ele construiu instrumentos para o Observatório de Paris e para a Academia. Hartsoeker também criou ferramentas para apontar telescópios aéreos muito grandes, originalmente popularizados por Huygens. Ele permaneceu lá até 1698.

É frequentemente contado que em 1694, enquanto observava o esperma humano através de um microscópio, Hartsoeker acreditava ter visto pequenos homens dentro dos espermatozoides, nos quais, ele os chamavam de "homunculi" ou "animalcules". No entanto, ele apenas postulou sua existência como parte de sua Teoria Espermática da Concepção e nunca afirmou tê-los visto. O "Ensaio sobre dióptricas" (1694) foi um livro altamente elogiado, de fato, abordando vários equívocos de seu tempo e, contudo, foi onde a sua hipótese espermática aparece. Por exemplo, Hartsoeker rejeitou a ideia em seu tempo (defendida por Robert Hooke, por exemplo) de que com os telescópios refractários, em breve, poderíamos ser capazes de observar criaturas do tamanho do homem na Lua, se existissem de fato.

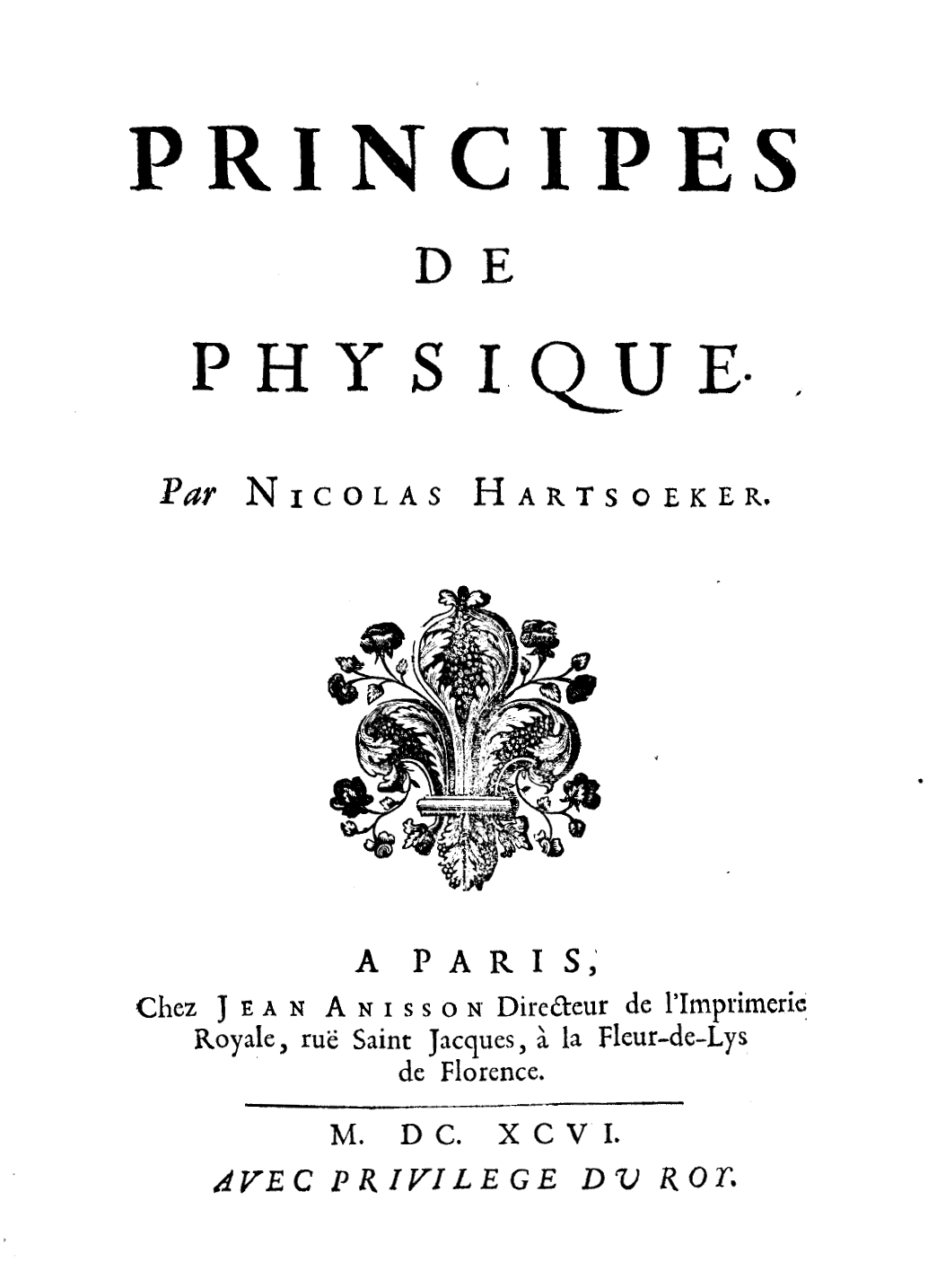
Principes de physique, 1696

No final do século, Hartsoeker tornou-se bastante famoso. Em 1699, ele foi eleito membro da Academia Francesa de Ciências e, em 1704, da Academia Prussiana de Ciências; em ambos os casos, como um dos primeiros membros estrangeiros. O czar Pedro I o conheceu em Amsterdã e ofereceu-lhe o cargo de docência de matemática em São Petersburgo, porém, Hartsoeker não aceitou. No entanto, o czar financiou um observatório para ele em Amsterdã. Em 1704, Hartsoeker aceitou a oferta de Johann Wilhelm, Eleitor Palatino, para se tornar o "primeiro matemático e professor honorário de filosofia" na Universidade de Heidelberg. Viveu seus últimos anos de vida em Utrecht.

## Principais trabalhos
- Essai de dioptrique, Paris, 1694.
- Principes de la physique, Paris, 1696.
- Conjectures physiques, Amsterdã, 1706.
- Suite des conjectures physiques, Amsterdã, 1708.
- Eclaircissements sur les conjectures physiques, Amsterdã, 1710.